# Vallentuna härad

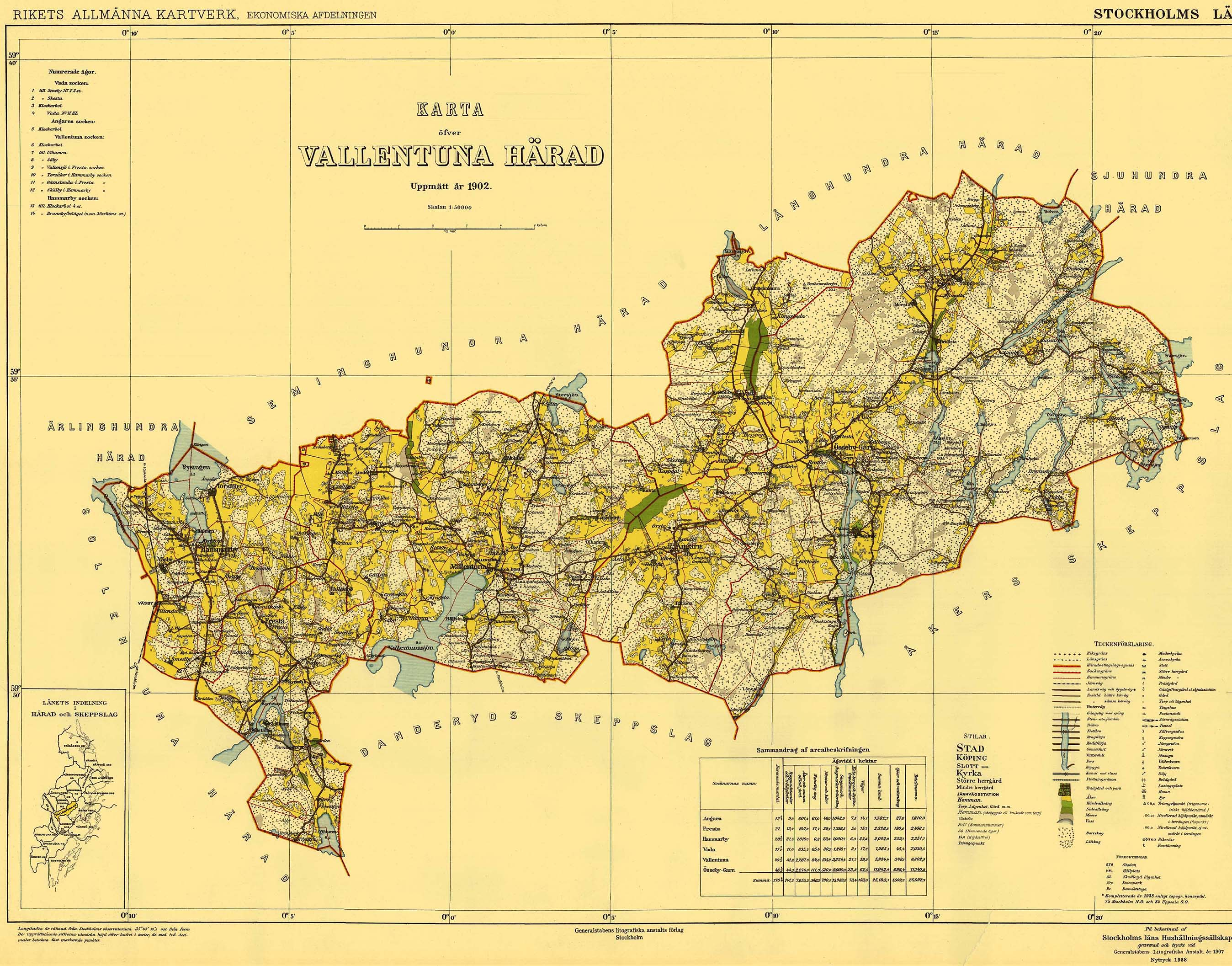
Häradet år 1902

Vallentuna härad var ett härad i södra Uppland. Häradet omfattade de södra delarna av nuvarande Vallentuna kommun samt de centrala och västra delarna av Upplands Väsby kommun. Båda kommunerna är en del av Stockholms län. Den totala arealen uppgick till drygt 271 km² och befolkningen uppgick år 1920 till 5 713 invånare.
Tingsställe var till slutet av 1700-talet Vallentuna, därefter till 1880-talet Åbyholm för att sedan vara i Kimsta till 1912, därefter till 1920 i Åshusby och sedan vara i Stockholm.

## Geografi
Vallentuna härad ligger huvudsakligen på ömse sidor om Stockholmsåsens sluttningar, varifrån Roslagens sydligare vattendrag utgår åt flera håll, dock mest mot Sollentuna. Vallentuna var därför något högre beläget än sin sydligare granne, mera skogigt och mindre genomskuret av vatten, och i övrigt mer omväxlande med låga bergkullar och slättbygd som i viss mån bildade en övergång till Uppsalaslätten i norr. Häradet gränsade mot Sollentuna härad i sydväst, Danderyds och Åkers skeppslag i sydost, samt Långhundra, Seminghundra och Ärlinghundra härader i öster och norr.
De största tätorterna i det gamla häradsområdet är idag Upplands Väsby och Vallentuna, vilka utgör centralorter i kommunerna med samma namn.

### Socknar
Vallentuna härad omfattade sex socknar.
I Upplands-Väsby kommun
- Fresta
- Hammarby

I Vallentuna kommun
- Vallentuna
- Vada
- Angarn
- Össeby-Garn

## Historia
Vallentuna härad var en del av det medeltida uppländska folklandet Attundaland. Namnet, som under 1300-talet skrevs som Valendahundæri, kommer av platsen där tingsplatsen var belägen, nämligen vid Vallentunasjöns norra ände. Val- var under forntiden ett vanligt förled i vattendragsnamn. Vallentuna skall således utläsas Gårdstunet vid änden på Valsjön. Paralleller i namnet har även dragits till grannhäradet Sollentuna. Häradets tingsplats låg ursprungligen vid Arkels tingstad vid Bällsta söder om Vallentuna kyrka för att sedermera flytta till Gullbron strax nordväst om densamma. Bygden kring Vallentuna kyrka, som även gick under namnet Valand, var under forntiden Stockholmsområdets kärnland, och flera ståtliga gravhögar, de så kallade Sjökullarna vid Vada - samtida med Uppsala högar vittnar om den vikt området spelat under yngre järnåldern. 
Vallentuna härad genomkorsades historiskt av flera stora vattenleder, varav en förband Vallentunasjön med Norrviken, Edsviken och Saltsjön vid Stora Värtan. Flera viktiga landvägar korsar också området, däribland den så kallade Attundavägen till tingsplatsen Folklandstingstad i norr och vägen söderut via Jarlabankes bro till Sollentuna härads tingsplats vid Edsviken. Under 1600-talet korsades häradet också av Drottning Kristinas postväg mot den finländska rikshalvan. De lokala ortnamnen vittnar om att befolkningen historiskt försörjts sig på en blandning av garnfiske och jordbruk. Bland godsen i häradet kan Lindö gård nämnas som platsen där Gustav III:s mördare Jacob Johan Anckarström föddes.
År 1838 förenades en av häradets socknar - Össeby med Garn i Långhundra härad, som då också blev en del av Vallentuna härad.

## Län, fögderier, domsagor, tingslag och tingsrätter
Häradet har sedan 1715 hört till Stockholms län, innan dess Upplands län (1634-1639, 1648-1651, 1654-1714) och i perioderna däremellan till Stockholms län. Församlingarna i häradet tillhör(de) alla före 1 juli 1942 Uppsala stift, därefter till Stockholms stift. 
Häradets socknar hörde till följande fögderier:
- 1720-1852 Sollentuna, Vallentuna, Danderyds fögderi
- 1853-1881 Sollentuna, Vallentuna, Färentuna och Danderyds fögderi
- 1882-1885
- 1882-1917 Stockholms läns västra fögderi
- 1918-1966 Svartsjö fögderi för Fresta och Hammarby socknar
- 1967- Sollentuna fögderi för Fresta och Hammarby socknar
- 1918-1931 Värmdö fögderi för Vallentuna, Angarns, Össeby-Garns och Vada socknar
- 1932-1946(30 juni) Danderyds fögderi för Vallentuna, Angarns, Össeby-Garns och Vada socknar
- 1946(1 juli)-1948 Åkers fögderi för Vallentuna, Angarns, Össeby-Garns och Vada socknar
- 1948-1966 Svartsjö fögderi för Vallentuna, Angarns, Össeby-Garns och Vada socknar
- 1967-1990 Täby fögderi för Vallentuna, Angarns, Össeby-Garns och Vada socknar

Häradets socknar tillhörde följande domsagor, tingslag och tingsrätter:
- 1680-1884 Vallentuna tingslag i 
  - 1680 Sjuhundra, Lyhundra, Frötuna, Länna, Långhundra, Seminghundra, Vallentuna och Åkers häraders/skeppslags domsaga
  - 1681-1689 Danderyds, Sollentuna, Sotholm, Svartlösa, Öknebo, Vallentuna, och Seminghundra härad/skeppslag domsaga
  - 1689-1714 Seminghundra, Långhundra, Lyhundra, Vallentuna, Frötuna och Länna, Bro, Vätö och Väddö häraders/skeppslags domsaga
  - 1715-1718 Danderyds, Långhundra, Seminghundra, Vallentuna, Ärlinghundra, Åkers, Värmdö och Sollentuna härad/skeppslag domsaga
  - 1719-1770 Danderyds, Långhundra, Seminghundra, Vallentuna, Ärlinghundra, Åkers, Värmdö, Sollentuna och Färentuna häraders/skeppslags domsaga
  - 1771-1843 Danderyds, Värmdö, Sollentuna, Vallentuna och Åkers häraders domsaga
  - 1844-1884 Långhundra, Seminghundra, Vallentuna och Ärlinghundra häraders domsaga, från 1879 benämnd Stockholms läns västra domsaga
- 1885-1970 Stockholms läns västra domsagas tingslag i Stockholms läns västra domsaga

- 1971-1976 Stockholms läns västra tingsrätt
- 1977-2007 Sollentuna tingsrätt och dess domsaga för Upplands Väsby kommun
- 1977-2007 Södra Roslags tingsrätt och dess domsaga för Vallentuna kommun
- 2007- Attunda tingsrätt och dess domsaga

### Webbkällor
- Nationella arkivdatabasen för uppgifter om fögderier, domsagor, tingslag och tingsrätter